# Weber (unitate de măsură)
Weberul este o unitate de măsură derivată, în SI, pentru măsurarea fluxului magnetic. A fost denumită după numele lui Wilhelm Eduard Weber, un fizician german. Fiind o unitate de măsură derivată, un weber mai este numit volt-secundă (1 Wb = 1 Vs)
{\displaystyle \mathrm {1\,Wb=1\,{\frac {kg\,m^{2}}{A\,s^{2}}}=1\,V\,s} }
O densitate de flux magnetic de 1 Wb/m² (un weber pe metru pătrat) este egală cu 1 Tesla (T), unitatea de măsură a densității de flux magnetic (inducție magnetică).
1 Wb = 1 V·s = 1 T·m² = 1 J/A = 108 Mx (maxuelli)